# The Sons of Katie Elder
The Sons of Katie Elder és una pel·lícula estatunidenca dirigida per Henry Hathaway el 1965, per la Paramount Pictures.

## Argument
A Clearwater, Texas, els quatre fills de Katie Elder es troben per al funeral de la seva mare. Descobreixen que aquesta vivia en la pobresa i que el seu pare, assassinat, havia perdut a les cartes el ranxo familiar, en benefici de Morgan Hastings Els tres més grans dels Elder tenen el gallet fàcil, sobretot el gran John, recercat per la llei. El fill petit, Bud, voldria seguir el seu "exemple", mentre que la mare hauria desitjat que estudies. Les circumstàncies de la cessió del ranxo familiar continua sent fosc i Hastings ha contractat un home de confiança, Curley, per eliminar John, l'enfrontament es fa inevitable...

## Anàlisi
Henry Hathaway realitza amb el seu estil habitual aquest western de factura molt clàssica, reunint una plèiade d'excel·lents actors, entre els quals John Wayne, que Hathaway dirigirà moltes vegades (North to Alaska, Valor de llei, El fabulós món del circ...)

## Repartiment
- John Wayne: John Elder
- Dean Martin: Tom Elder
- Martha Hyer: Mary Gordon
- Michael Anderson Jr.: Bud Elder
- Earl Holliman: Matt Elder
- Jeremy Slate: Ben Latta
- James Gregory: Morgan Hastings
- Paul Fix: el xerif Billy Wilson
- George Kennedy: Curley
- Dennis Hopper: Dave Hastings
- Sheldon Allman: Harry Evers
- John Litel: el pastor
- John Doucette: Hyselman
- James Westerfield: Mr. Vennar
- Rhys Williams: Charlie Striker
- John Qualen: Charlie Biller
- Bondie Adams: Rodolfo Acosta
- Strother Martin: Jeb Ross
- Percy Helton: Mr. Peevy
- Karl Swenson: Doc Isdell
- Rodolfo Acosta: Bondie Adams